# Карасай-батыр
Караса́й Алтынайулы́, более известный как Караса́й-баты́р (1598—1671) — казахский батыр при Есим-хане и Жангир-хане. Вместе с близким другом и соратником Агынтай-батыром принимал активное участие в казахско-джунгарской войне.

## Биография

Памятник Карасай- и Агынтай-батырам в Петропавловске

Карасай-батыр родился в 1598 году в местности Карасаз в горах Суыктобе (предгорья Заилийского Алатау) на территории современного Жамбылского района Алматинской области Казахстана. Происходил из рода Уйсун-Шапрашты-Ескожа старшего жуза.
Согласно легендам, будущий батыр уже в юности отличался силой и ловкостью и был столь крупного телосложения, что шкуры одного быка едва хватало ему на пару сапог.
Впервые Карасай проявил себя на поле боя в 1615 году, отражая нападение ойратов, проникших в глубь Семиречья. Впоследствии отличился в сражении у реки Тобол в 1620 году, где взял в плен двух калмыцких тайши. За этот подвиг Карасай был признан батыром.
Карасай был одним из батыров войска Есим-хана. После смерти Есима стал наставником его сына Жангира вплоть до его совершеннолетия. Вместе с боевым другом Агынтай-батыром из рода аргын возглавлял казахские отряды в битве с калмыками на реке Волга в 1629 году, а также в Сибирско-Тобольском сражении 1635 года. В 1643 году вместе с шестью сотнями воинов участвовал в Орбулакской битве, в которой Жангир-султан вместе с пришедшим на помощь казахам 20-тысячным войском бухарского военачальника узбекского происхождения Ялангтуш Бахадура (в казахской транскрипции Жалантос Бахадур) одержал победу над 50-тысячным джунгарским войском. Об этом свидетельствуют также русские источники.
В сражениях с джунгарами, происходивших в 1652 году, Карасай-батыр был одним из главнокомандующих казахского войска, и проявил талант полководца и стратега. Под его же началом был выигран ряд битв в Семиречье. При Карасае казахские войска впервые стали использовать топографические особенности местности — возводить искусственные укрытия, а также использовать тактический приём разведка боем. Разработанная им тактика позволяла выигрывать сражения, несмотря на превосходство джунгар в численности и вооружении. Последний раз Карасай и Агынтай вместе участвовали в битвах с джунгарами в 1664 году в местности Аркос-Анкой (современные Джунгарские Ворота).
Поздние годы жизни Карасай-батыра прошли в местности Сары-Арка на родине его друга Агынтай-батыра. Здесь Карасай был избран бием. В 1669 году он побывал в России в составе казахского посольства. 
В 1671 году, несмотря на преклонный возраст, батыру вновь пришлось принять участие в сражении. Казахам удалось отбить очередное нападение джунгар, но для Карасая столкновение оказалось роковым: он получил смертельное ранение и вскоре скончался.
Карасай-батыр был похоронен на горе Кулшынбай на территории современного Айыртауского района Северо-Казахстанской области. Через два года рядом с ним похоронили Агынтай-батыра.

### Вопрос достоверности
По мнению казахстанского журналиста Ербола Курманбаева, образ Карасай-батыра был существенно мифологизирован в начале 1990-х годов в угоду первому президенту Казахстана Нурсултану Назарбаеву, поскольку он принадлежит к роду шапрашты и считает себя потомком Карасая. Журналист называет недостоверным источником книгу «Түп-тұқиянымнан өзіме дейін», опубликованную бывшим главным редактором газеты «Енбекши казах» Балгабеком Кыдырбекулы в 1993 году и повествующую о жизни Карасай-батыра. Балгабек Кыдырбекулы позиционирует книгу как отредактированную рукопись Казыбек-бека Тауасарулы — казахского учёного и батыра, жившего в XVIII веке. Курманбаев же заявляет, что книга целиком написана современным автором, а описываемые в ней события являются вымыслом. Журналист ссылается на статью писателя Кабдеша Жумадилова «Бір шежіренің құпиясы» («Тайна одной родословной»), опубликованную также в 1993 году в газете «Казах адебиети». Жумадилов утверждает, что книга «Түп-тұқиянымнан өзіме дейін» написана в стиле романа-эссе, появившемся в казахской литературе только во второй половине XIX века с возникновением письменной литературной традиции.
Тем не менее, упоминания о потомках Карасай-батыра из рода шапрашты встречаются как в творчестве казахских акынов и жырау, так и в этнографической работе П. П. Румянцева «Материалы Семиреченской области». 

## Потомки
У Карасай-батыра было шесть сыновей: Ауез, Туркпен, Отеп, Кошек, Еркен и Теркен (Торкен). Младшие сыновья Еркен и Теркен погибли в одной битве с отцом, не оставив потомства.
Бухар-жырау в своих песнях упоминает правнуков Карасая, ставших батырами; в их числе Байтели, Каумен, Даулет, Жапек. Акын Суюнбай Аронулы сочинил эпические поэмы о Саурыке и Сураншы — потомках Даулет-батыра, прославившихся в XIX веке. В числе подвигов Саурыка и Сураншы — победа, одержанная руководимым ими ополчением в 300 человек над 20-тысячным войском кокандского хана Худояра в 1853 году неподалёку от современного села Копа.
В работе русского этнографа П. П. Румянцева «Материалы Семиреченской области» указывается: «Население Западно-Кастекского района составляют потомки Карасай-батыра из рода шапрашты. Ныне род карасай обитает на территории Акмолинской области. Могила Карасая находится в местности Айыртау Кокчетавского уезда». Данное повествование в современной казахской историографии считается достоверным, поскольку гора Кулшынбай (Кулшынбай-тобе), где были похоронены Карасай и Агынтай, действительно находится в отрогах Айыртау.
Согласно биографии первого президента Казахстана Нурсултана Назарбаева, он является прямым потомком Карасай-батыра в девятом колене: Карасай — Кошек — Айдар — Мырзатай — Кенбаба — Едил — Сапакбай — Назарбай — Абиш — Нурсултан.

## Память
Имя Карасая долгое время являлось боевым кличем рода шапрашты.
Распространение получила легенда о красном барсе, в которого воплощался дух Карасай-батыра и который приходил к казахам на подмогу в трудную минуту.
Могила Карасая и Агынтая долгое время считалась утраченной, пока не была случайно обнаружена в начале 1990-х годов в ходе сельскохозяйственных работ на территории Айыртауского района. В октябре 1999 года был открыт мемориальный комплекс, воздвигнутый над могилой. Двухкупольное сооружение, возведённое по проекту архитекторов Бека Ибраева и Садвакаса Агитаева, ныне входит в список памятников истории и культуры Казахстана республиканского значения.
6 октября 1998 года постановлением Правительства Республики Казахстан от  № 1002 210-му гвардейскому учебному Уманьскому центру по подготовке младших специалистов сухопутных войск, дислоцированному в посёлке Гвардейский, возле станции Отар Кордайского района Жамбылской области, присвоено имя Карасай батыра. Полное название соединения стало: Учебный центр подготовки младших специалистов имени Карасай-батыра.
22 июня 1999 года в Петропавловске был открыт памятник Карасай и Агынтай батырам (скульптор Болат Досжанов), также включённый в список памятников республиканского значения. Другие памятники Карасай-батыру установлены в Каскелене и Кордайском районе Жамбылской области.
В честь Карасай-батыра в современном Казахстане названо больше 200 объектов: населённых пунктов, улиц, учебных заведений, домов культуры и др.. 3 сентября 1998 года указом президента Казахстана Нурсултана Назарбаева Каскеленский район Алматинской области был переименован в Карасайский.
В 2020 году в Казахстане был снят художественный фильм «Батыры» («Батырлар»), посвящённый истории батыров Карасая и Агынтая.